# NSB Di 1
Die Baureihe Di 1 war eine dieselhydraulische Lokomotive für die Norges Statsbaner. Die Lok war die erste Streckendiesellok in Norwegen und wurde von Krupp in Essen mit der Fabriknummer 2157 gebaut.

## Geschichte
Krupp hatte die dieselhydraulische Kraftübertragung in den frühen 1930er Jahren entwickelt. NSB bestellten 1937 zwei Lokomotiven, um diese Technologie zu erproben. Die Lieferung verzögerte sich und so wurde 1942 nur eine Lokomotive geliefert. Da die Lok eigentlich paarweise eingesetzt werden sollte, hatte die gelieferte Maschine nur einen Führerstand an einem Ende. Dies erforderte im Einsatz Drehscheiben an den Endbahnhöfen. Die Lok erhielt die laufende Betriebsnummer 601, so dass im Nummernplan für weitere zusätzliche Dampflokomotiven niedrigere Nummern offen bleiben.

## Einsatz

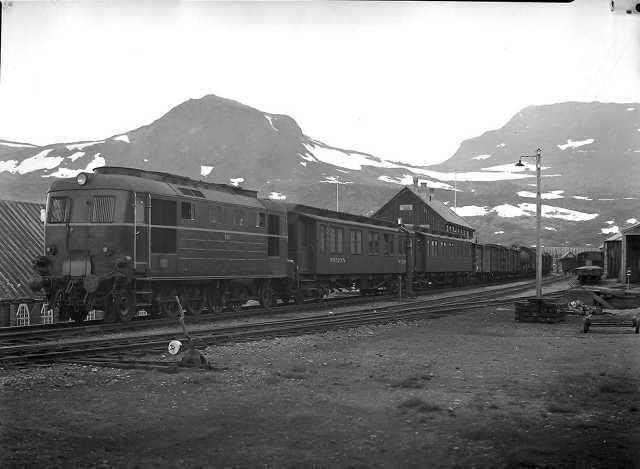
Di 1 in Finse, 1942

Die Lok wurde zunächst auf der Bergensbane eingesetzt. Da die NSB-Mitarbeiter die notwendigen Kenntnisse für Wartung und Einsatzmöglichkeiten erst erwerben mussten sowie der Mangel an Ersatzteilen führte dazu, dass die Lok sehr wenig im Einsatz war. Nach einigen Jahren wurde sie wegen Dieselknappheit außer Betrieb genommen und kam erst 1947 wieder in den Einsatzbestand. Ein entscheidender Faktor für viele Ausfälle war zudem die schlechte Verarbeitung der Lok durch die Herstellung während der Kriegszeit. Die Lokomotive wurde am 20. Dezember 1945 vom Distrikt Oslo in den Distrikt Bergen abgegeben und weiter auf der Bergensbane eingesetzt. Ab 1952 wurde sie auf der Dovrebane eingesetzt und dazu am 20. Oktober 1952 an den Distrikt Trondheim abgegeben.
Die Lokomotive brachte den NSB wichtige Erkenntnisse im Einsatz und für die Weiterentwicklung des Dieselbetriebs. Diese Erkenntnisse mündeten 1954 in die Bestellung der Baureihe Di 2. Das Einzelstück blieb die leistungsstärkste Diesellokomotive der NSB bis zur Lieferung der Di 4 in den 1980er Jahren. Am 4. Oktober 1957 erfolgte die Rückgabe an den Distrikt Oslo, es folgten Einsätze auf Gjøvikbanen und Kongsvingerbanen.

## Verbleib
Die Lokomotive wurde am 24. Juli 1959 außer Betrieb genommen und als Schrott an Brødrene London verkauft.